# Logotésio
Logotésio (em grego: λογοθέσιον; romaniz.: logothésion) foi um termo empregado, entre o século IX e o XII, para designar o departamento do logóteta, um dos oficiais administrativos do Império Bizantino. Antes de adquirir este significado, logotésio é mencionado no século VI no Código de Justiniano como a renda municipal fora do controle do prefeito pretoriano. Habitualmente, o termo logotésio foi acompanhado por uma especificação, como atestado pelos selos: o logotésio geral (logothésion ton génikon), o logotésio dos militares (logothésion ton stratiotikon), o logotésio do dromo (logothésion ton dromou) e o logotésio dos rebanhos (logothésion ton agelon); destes o primeiro é o mais antigo, sendo atestados em sigilos desde o século VIII. A partir do século XII, a designação comum para um departamento é secreto (sekreton).